# أندريا بريدا
أندريا بريدا (بالفرنسية: Andrea Bre de)‏ (6 يوليو 1984 في فرنسا - )؛ هو لاعب كرة قدم كان يلعب كلاعب وسط.

## وصلات خارجية
- أندريا بريدا على موقع رابطة كرة القدم اليابانية للمحترفين (اليابانية)
- أندريا بريدا على موقع قاعدة بيانات كرة القدم.إي يو (الإنجليزية)
- أندريا بريدا على موقع Soccerway.com (الإنجليزية)
- أندريا بريدا على موقع عالم كرة القدم.نت (الإنجليزية)